# Terabyte
Un terabyte (unió del prefix del SI tera- i byte) és una unitat d'emmagatzematge. Habitualment s'escriu TB (diferent de Tb, abreviació de terabit) o, més col·loquialment, tera.
Hi ha dues possibles mides a què pot fer referència, depenent del context:
- 1012 (1.000.000.000.000) bytes és utilitzada en telecomunicacions i també per la majoria de fabricants de maquinari d'emmagatzematge. Aquesta forma segueix les pautes del Sistema Internacional.[1]
- 240 (1.099.511.627.776) bytes és la forma més utilitzada en l'àmbit del programari, donat que en aquest àmbit és normal treballar amb potències de 2. Aquesta forma fa servir el prefix del SI de manera diferent al que aquest indica habitualment.

Donada la confusió que aquestes dues possibilitats suposen, el desembre de 1998 l'IEC (International Electrotechnical Comission) va definir el que va anomenar com prefixos binaris per eliminar aquesta ambigüitat. Amb aquests prefixos, la segona forma, 240, passaria a anomenar-se tebibyte.